# Michael Dietz
Michael Dietz (ur. 10 lutego 1971 roku w Allison Park, w stanie Pensylwania) – amerykański aktor telewizyjny i producent filmowy.
Po gościnnym występie w serialu Słoneczny patrol (Baywatch, 1996) i operze mydlanej dla młodzieży Spelling Television Beverly Hills, 90210 (1996) w roli Grega Meyera, zastąpił aktora Ricka Hearsta i wcielił się w postać Alana-Michaela Spauldinga w operze mydlanej CBS Guiding Light (1996–97). Następnie zagrał dr Josepha Parnella "Joego" Scanlona w operze mydlanej ABC Szpital miejski (General Hospital, 1997–99) i spin-off Port Charles (1997–99). Wystąpił także w serialach Czarodziejki (Charmed, 2000), CBS Kryminalne zagadki Las Vegas (CSI: Crime Scene Investigation, 2004) i FOX Dr House (House M.D., 2005).
W operze mydlanej CBS Moda na sukces (The Bold and the Beautiful, 2002–2005) pojawił się jako Dr Mark MacClaine, syn Clarke'a Garrisona (Daniel McVicar) i Margo Lynley, młody lekarz szpitalnego oddziału ratunkowego romansujący z Bridget Forrester (Jennifer Finnigan).
W 2007 roku zadebiutował jako producent filmowy horroru Urodzona (Born) z udziałem Kane'a Hoddera, Denise Crosby i Joan Severance.
W życiu prywatnym spotykał się z Arianne Zuker. W dniu 6 kwietnia 2002 roku poślubił Paige Rowland. Mają córkę Madison Michaelę (ur. 28 września 2002).